# Geschichte der Eisenbahn in Vietnam

Entwicklung des vietnamesischen Eisenbahnnetzes von 1881 bis 1966

Die Geschichte der Eisenbahn in Vietnam umfasst die organisatorischen und technischen Entwicklungen des Eisenbahnverkehrs auf dem Gebiet der Sozialistischen Republik Vietnam vom 19. Jahrhundert bis zur Gegenwart. Ihre Anfänge waren von der Kolonialpolitik der Französischen Republik in Französisch-Indochina geprägt. Im 20. Jahrhundert beeinflussten lange Kriegsperioden den vietnamesischen Eisenbahnverkehr.

## Anfänge

### Erste Eisenbahnen
Die Anfänge der Eisenbahn in Vietnam waren eher von regionalen Interessen geprägt:
- So diente die Bahnstrecke Saigon–Mỹ Tho, die erste im Land – ihr erster Abschnitt wurde am 27. Dezember 1881 eröffnet[2] – der Erschließung des bevölkerungsreichen Mekong-Deltas südlich von Saigon. Sie war als Dampfstraßenbahn konzipiert. Wegweisend war sie hinsichtlich der Spurweite: Die hier verwendete Meterspur sollte sich in Indochina (und dem benachbarten Siam) als Standard durchsetzen.
- Im Gegensatz dazu war der Beginn des Eisenbahnzeitalters im Norden des Landes von militärischen Interessen initiiert. Frankreich versuchte hier, in den südlichen Provinzen des Chinesischen Kaiserreichs eine Einflusszone zu etablieren und Angriffen von dort auf die eigene Kolonie vorzubeugen. Dazu war eine angemessen leistungsfähige Transportverbindung erforderlich. Abschnittsweise wurde hier eine Bahnstrecke von Hanoi auf die chinesische Grenze vorgetrieben, Vorgängerin der Bahnstrecke Hanoi–Đồng Đăng. Da es sich um eine Militäreisenbahn handelte und die französische Firma Decauville, einer der führenden Hersteller von Feldbahnmaterial in der Spurweite 600 mm, entsprechend erfolgreiche Lobbyarbeit in Paris leistete, fiel die Entscheidung zu Gunsten einer Eisenbahn in dieser Spurweite und Decauville erhielt den Auftrag für die Materiallieferungen.[3] 1894 erreichte diese etwas über 100 km lange Feldbahn die chinesische Grenze.

### Der Plan Doumer

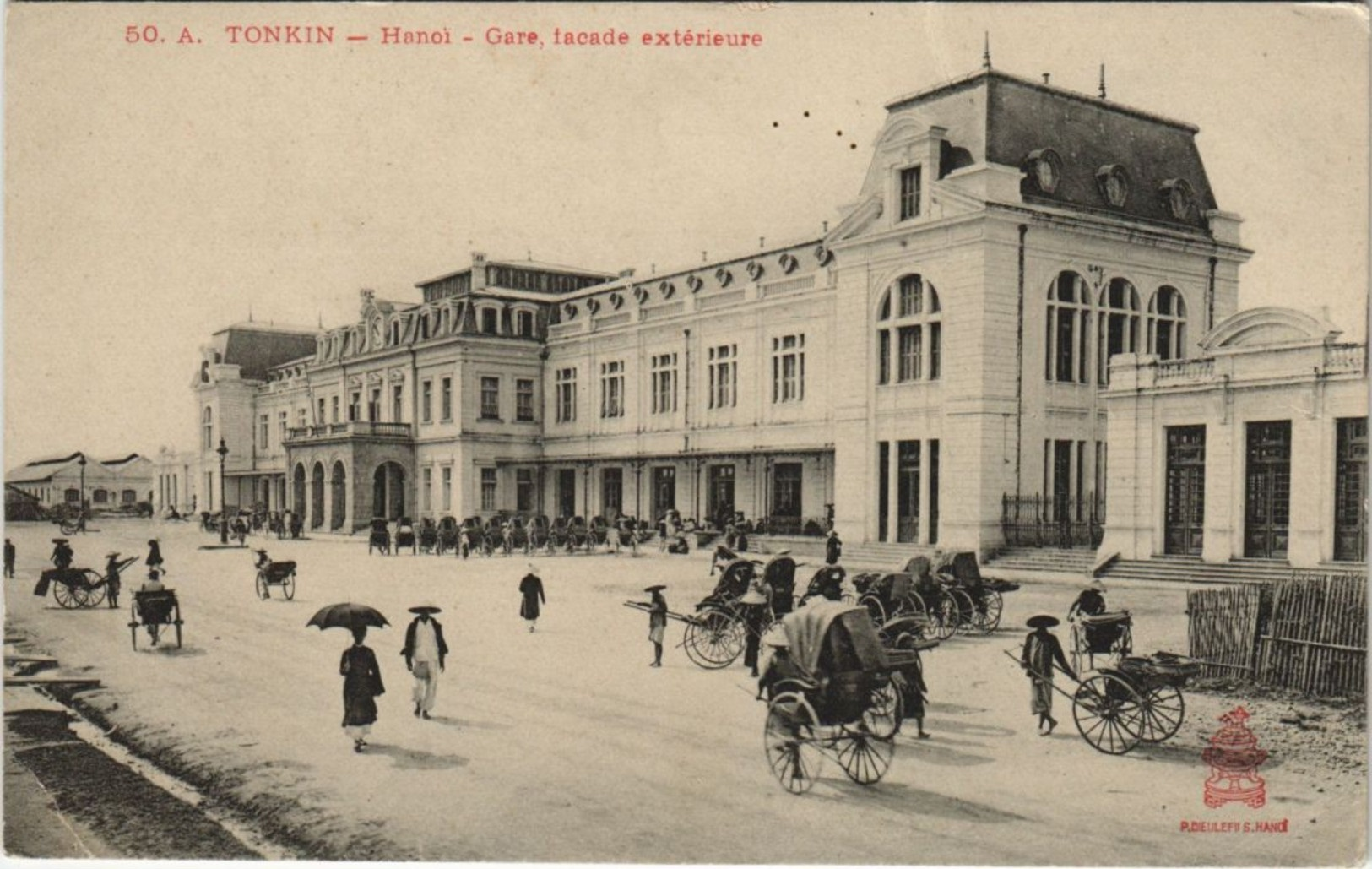
Empfangsgebäude des Bahnhofs Hanoi 1912

Die französische Regierung hatte dem Bau der Yunnan-Bahn relativ schnell zugestimmt, weil die Bahn ihre Expansionspolitik mit Stoßrichtung China stützte. Sie gab sich der Illusion hin, dass die Strecke sich wirtschaftlich tragen werde und deshalb weitgehend mit privatem Kapital errichtet werden könne, denn die spätere Yunnan-Bahn spiegelte die historisch gewachsenen Wirtschaftsbeziehungen wider, die die südliche chinesische Provinz Yunnan und Indochina verbanden. Für das Projekt fand sich ein Bankenkonsortium zusammen. Die Trägerschaft des Eisenbahnprojekts in der Hand eines privatrechtlich organisierten Konsortiums diente dazu, den imperialistischen Aspekt des Vorhabens – vor allem gegenüber der konkurrierenden Kolonialmacht Großbritannien – zu tarnen. Das Konsortium bestand ausschließlich aus französischen Unternehmen. Nach Vorliegen erster Kostenschätzungen zogen sich die beiden Großbanken Crédit Lyonnais und Banque des Paris et des Pays-Bas (Paribas) zurück. So war die finanzielle Seite des Projekts prekär.
Der damalige Generalgouverneur von Französisch-Indochina, Paul Doumer (1857–1932), später französischer Staatspräsident, versuchte, das Projekt in das Gesamtkonzept eines Eisenbahnnetzes für die Kolonie einzubetten und so zu retten, was auch gelang. Dies jedoch nur um den Preis, dass der Staat letztendlich das wirtschaftliche Risiko übernahm: Der in Tonkin gelegene Streckenabschnitt musste als Staatsbahn gebaut werden, die an das Konsortium verpachtet wurde. Der in China gelegene Abschnitt wurde als Privatbahn gebaut. Das gelang nur über ständig erhöhte Zuschüsse der öffentlichen Hand, die formal als Kredite getarnt waren und letztendlich nur teilweise aus den Betriebsgewinnen zurückgezahlt wurden. Die rechtliche Seite des Bahnbaus war seit 1898 durch eine entsprechende Eisenbahnkonzession mit China abgesichert, die später durch weitere Konventionen ergänzt wurde. 
Das Gesamtkonzept von Paul Doumer eines Eisenbahnnetzes für die Kolonie sah den Bau der Bahnstrecke Hanoi–Saigon vor. Die französische Regierung verhielt sich hier zögerlicher, da die Finanzierung dieser „Trans-Indochinois“ ausschließlich und direkt aus staatlichen Mitteln erfolgen musste. Dazu wurde als Staatsbahn die Compagnie des chemins de fer de l'Indochine (CFI) gegründet. Die Regierung genehmigte zunächst nur vorsichtig einzelne Teilabschnitte.

## Die Ära des Bahnbaus

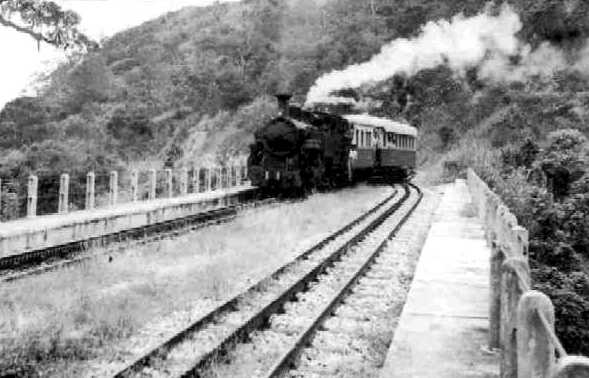
Zug auf einem Zahnstangenabschnitt der Bahnstrecke Tháp Chàm–Đà Lạt während der französischen Kolonialzeit

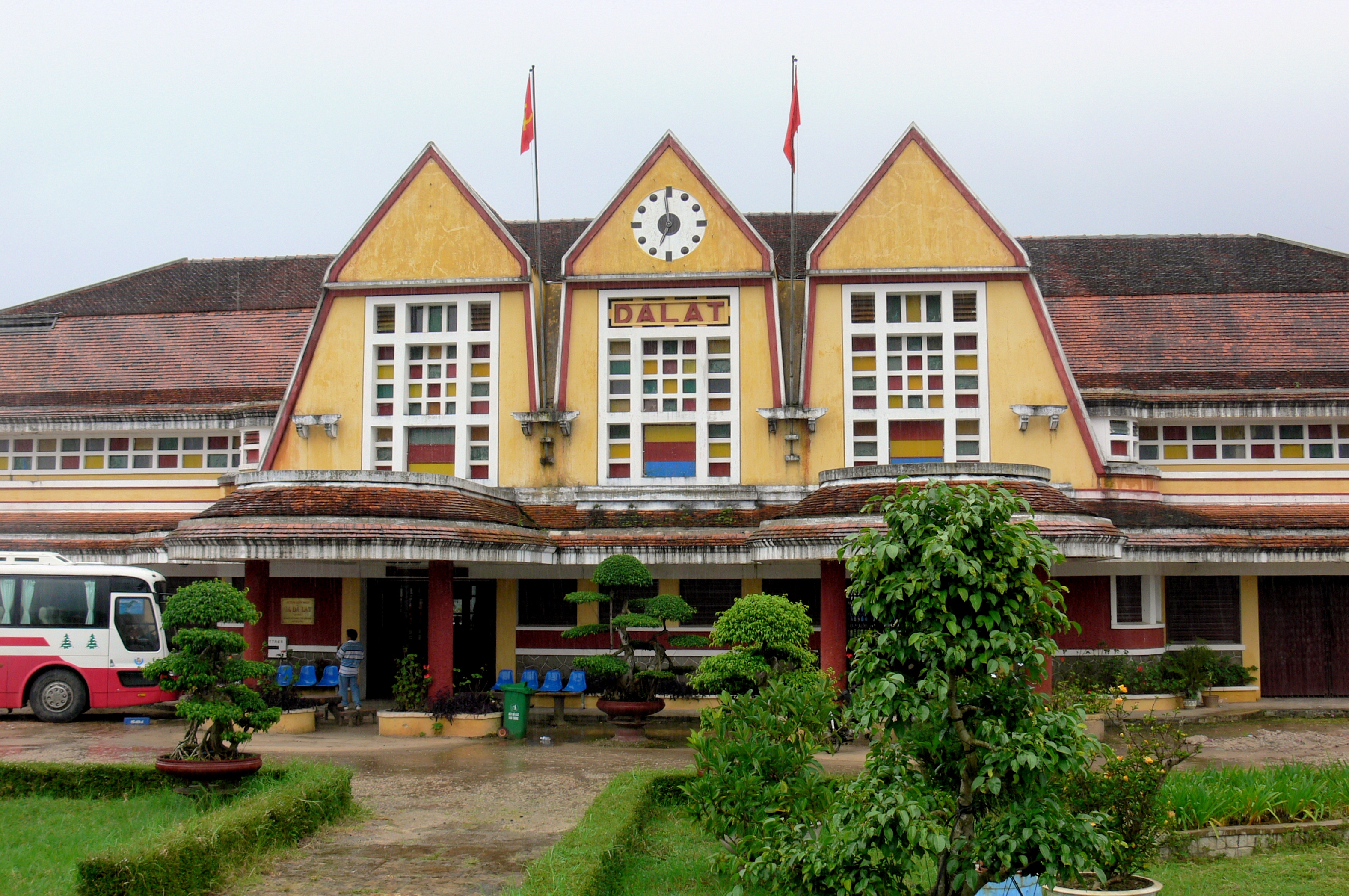
Empfangsgebäude Đà Lạt, Straßenseite

Die Yunnan-Bahn führte letztendlich von Haiphong über Hanoi und den Grenzbahnhof Lào Cai bis Yunnan. Sie wurde in den Jahren 1900 bis 1910 gebaut. An der Bahnstrecke Hanoi–Saigon wurde bereits seit 1899 gebaut – vollendet wurde sie erst 1936. Die Bahnstrecke Hanoi–Đồng Đăng wurde 1896 vom Militär der Zivilverwaltung übergeben und anschließend auf Meterspur umgespurt. Zwei weitere größere Eisenbahnprojekte wurden – neben einer Reihe kürzerer Anschlussstrecken – darüber hinaus angegangen:
- Mit der Bahnstrecke Tháp Chàm–Đà Lạt wurde – als Abzweig von der Nord-Süd-Bahn – eine Sommerfrische in Reichweite von Saigon erschlossen. Mit drei längeren Zahnstangenabschnitten war diese Bahn im Betrieb besonders aufwändig. Sie wurde zwischen 1913 und 1932 gebaut.
- Die Bahnstrecke Tân Ằp–Thakhet war ein noch viel ambitionierteres Projekt: Sie sollte das vietnamesische mit dem thailändischen Eisenbahnnetz durch Laos hindurch verbinden. Gebaut wurde an der Strecke von 1929 bis 1937. Als nach acht Jahren nur 19 km der Strecke in Vietnam fertiggestellt waren, wurde das Projekt wegen der topografischen Schwierigkeiten und den damit verbundenen Kosten beim Überqueren des Truong-Son-Gebirges zwischen Vietnam und Laos aufgegeben. Parallel zu der projektierten Bahntrasse wurde vom vietnamseitigen Kopf des betriebenen Streckenabschnitts über das Gebirge die 42 km lange Seilbahn Xóm Cúc–Ban Naphao errichtet und ab 1930 betrieben.

Der Erste Weltkrieg und die Weltwirtschaftskrise verursachten Verzögerungen beim Eisenbahnbau. Der Zweite Weltkrieg brachte den Bahnbau gänzlich zum Erliegen.

## Drei Kriege

### Zweiter Weltkrieg
Im Zweiten Weltkrieg war die vietnamesische Eisenbahn eine wichtige und intensiv genutzte Infrastruktur für die japanische Besatzung. Sie war deshalb ein wichtiges Ziel für Angriffe der Viet Minh und der US-amerikanischen Luftwaffe. Dabei wurde gerade die Nord-Süd-Bahn als der zentrale Teil des vietnamesischen Eisenbahnnetzes an vielen Stellen beschädigt oder zerstört. Nach dem Zweiten Weltkrieg bemühte sich die französische Kolonialmacht, die Schäden zu beheben.

### Indochina-Krieg
Das gelang nur teilweise, weil der Indochina-Krieg begann. Die Việt Minh verübten weiter Anschläge, die jetzt gegen die französische Armee gerichtet waren, auf die Bahnen. In großem Umfang wurden im französisch kontrollierten Gebiet Schienen gestohlen, die zum Aufbau der Strecken im von den Việt Minh kontrollierten Gebiet zwischen Ninh Hoa und Da Nang verwendet wurden. Die Angriffe gipfelten 1953 in Anschlägen, bei denen Brücken unter darüber fahrenden französischen Panzerzügen gesprengt wurden. Mit dem Übereinkommen von Genf 1954 wurde Vietnam geteilt und damit die Nord-Süd-Bahn unterbrochen. Die Grenze zwischen Nordvietnam und Südvietnam verlief hier auf der Hiền-Lương-Brücke über den Bến Hải in der Provinz Quảng Trị.

### Vietnamkrieg

#### Südvietnam

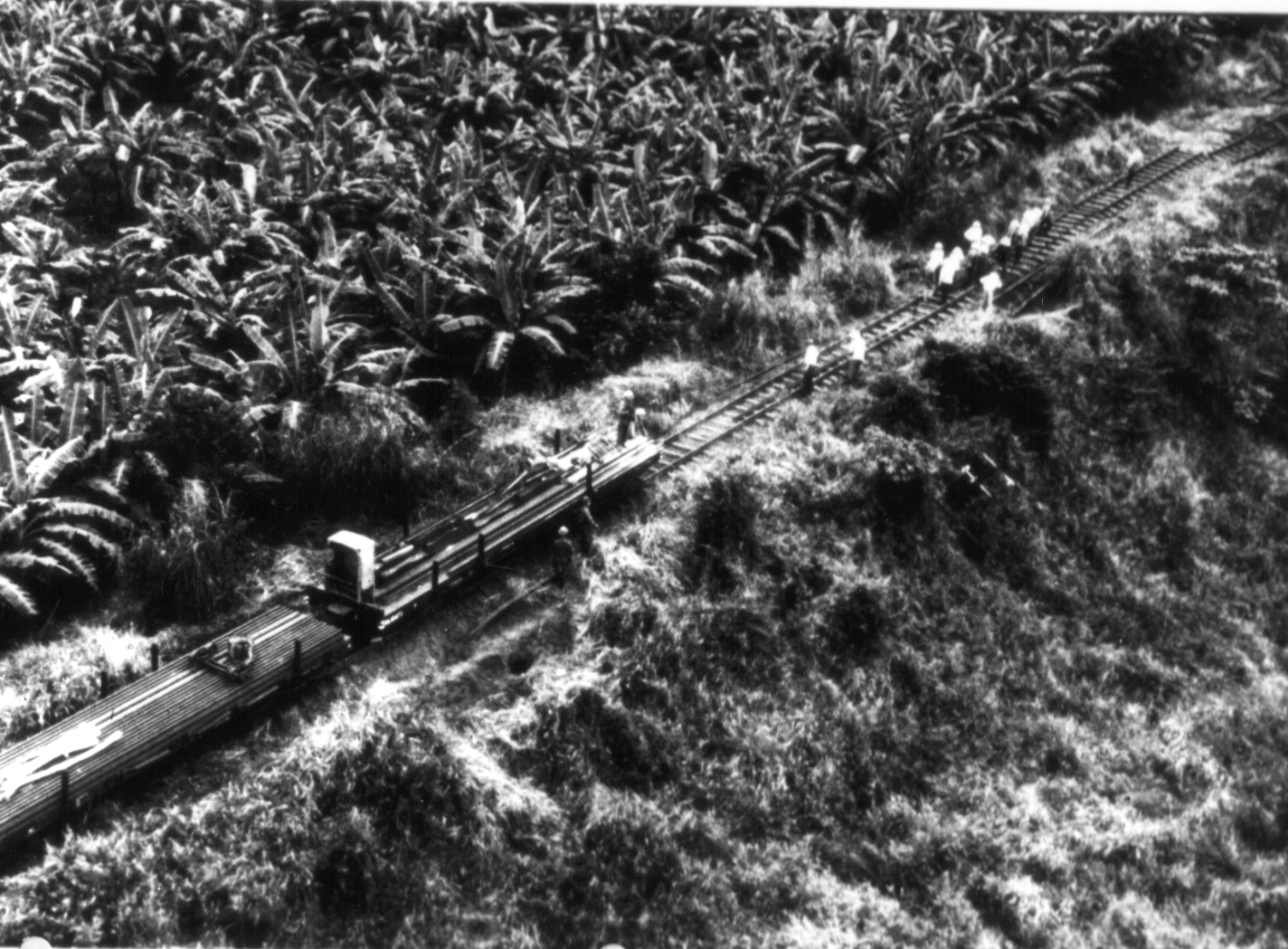
US-Truppen bei der Reparatur der Strecke

Südvietnam reparierte in den späten 1950er Jahren die Strecke zwischen Saigon und Huế (1041 km) mit Unterstützung der USA. Im folgenden Vietnam-Krieg wurde die Eisenbahninfrastruktur immer wieder durch Luftangriffe und Sabotage beschädigt oder zerstört. Zwischen 1961 und 1964 griff die nordvietnamesische Armee und der Viet Cong allein die Nord-Süd-Bahn 795 Mal an. Für Südvietnam und die US-Armee war die Strecke für den Nachschub wichtig. Diese Angriffe verhinderten, dass die Bahn in nennenswertem Umfang Güter transportieren konnte. Immer wieder waren über längere Zeiträume ganze Streckenabschnitte nicht befahrbar.

#### Nordvietnam

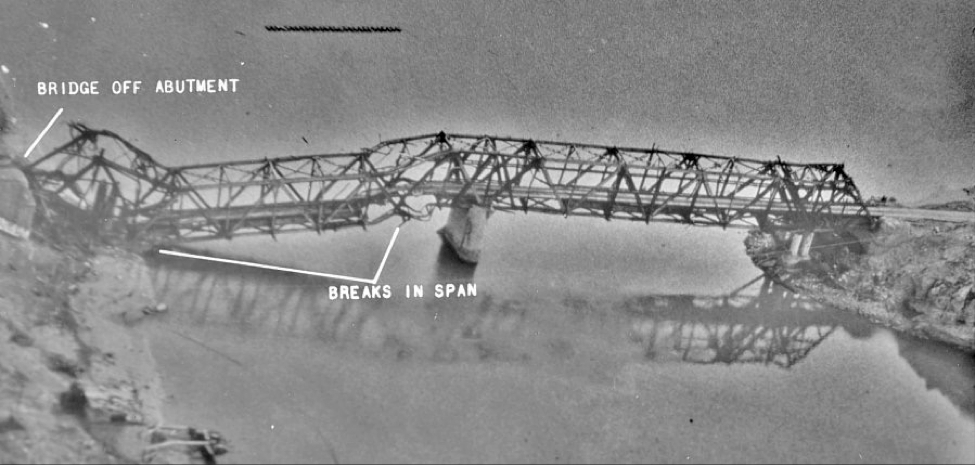
Die durch einen US-amerikanischen Angriff 1972 zerstörte Thanh Hóa-Brücke

Als das mit der kommunistischen Volksrepublik China verbündete Nordvietnam verbesserte Transportwege nach China brauchte, wurde der Bau einer chinesischen Eisenbahnanbindung an die Strecke Hanoi–Đồng Đăng chinesischerseits eine hohe Priorität. Der Lückenschluss wurde 1955 vollzogen. Die Chinesische Eisenbahn verwendete Normalspur. Dies führte in der Folgezeit zum Bau eines Dreischienengleises, das heute von der Grenze bis in den Bahnhof Hà Nội–Gia Lam (Hanoi Nord) reicht. Abzweigend von dieser Strecke wurde zudem eine reine Normalspurstrecke zum Hafen von Hạ Long gebaut.
Die US-Luftwaffe bombardierte von 1965 bis 1968 und wieder ab 1972 Eisenbahnanlagen in Nordvietnam, vor allem Eisenbahnbrücken, etwa die Thanh Hóa-Eisenbahn- und Straßenbrücke in der gleichnamigen Provinz. Die US-Marine griff die Brücke mehrfach an und beschädigte sie, was den Verkehr wiederholt unterbrach. Die Brücke wurde immer wieder repariert. Erst 1972 wurde sie durch laser-gesteuerte Bomben zerstört.

## Wiedervereinigung

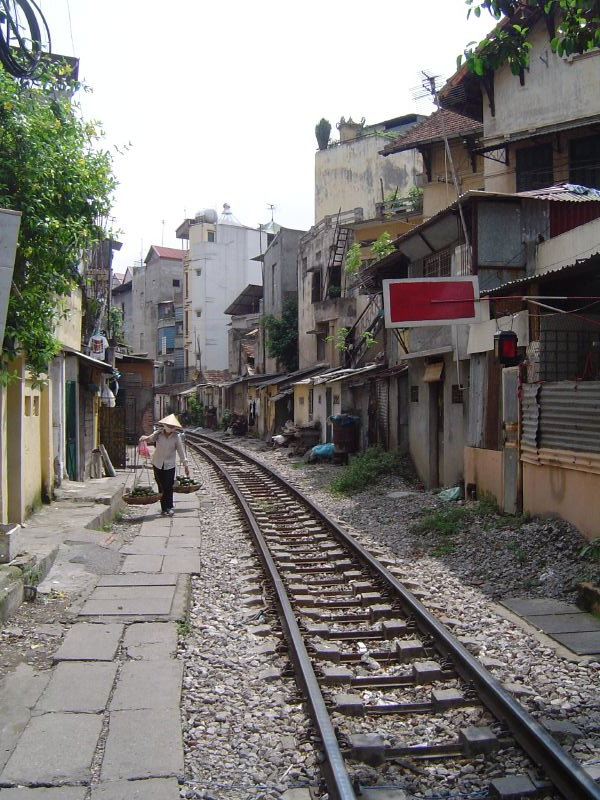
Strecke in Hanoi

Nach dem Fall von Saigon am 30. April 1975 war Vietnam wieder vereinigt und der Krieg beendet. Die Bahnanlagen im Land, die insgesamt der nordvietnamesischen Eisenbahnverwaltung unterstanden, waren schwer beschädigt. Die Reparaturen begannen sofort. Das war nur möglich, indem andere Bahnstrecken stillgelegt und dort Material ausgebaut wurde. So wurde zum Beispiel die Bahnstrecke Tháp Chàm–Đà Lạt ihres Oberbaus beraubt und bis heute nicht wieder in Betrieb genommen. Am 31. Dezember 1976 konnte immerhin der durchgehende Betrieb der Nord-Süd-Bahn von Hanoi nach Ho-Chi-Minh-Stadt, wie Saigon nunmehr hieß, als Symbol der Wiedervereinigung des Landes in Betrieb genommen werden. Das geschah anfangs unter sehr einfachen betrieblichen Bedingungen, die Höchstgeschwindigkeiten nur um die 30 km/h zuließen. Eine Fahrt über die etwa 1700 km lange Strecke dauerte damals 2 ½ Tage.
Zu den folgenden Entwicklungen und der heutigen Staatsbahn siehe: Đường sắt Việt Nam (Vietnamesische Eisenbahn).